# Лариски безистен
Лариският безистен (на гръцки: Μπεζεστένι της Λάρισας) е османска търговска постройка, безистен, от края XV век в град Лариса, Тесалия, Гърция. Намира се на върха на крепостния хълм, старата цитадела на града. Най-ранното писмено доказателство за съществуването му е османски регистър от 1506 г., където е вписан сред благочестивите дела на Гази Омер бей (Тураханоглу).
Представлява правоъгълна сграда, чиято южна, източна и западна страна са украсени с монументални островърхи арки. Размерите му са 30 × 20 м. Входът е през ниска порта от северната страна, водеща до малко помещение, което вероятно е използвано като съкровищница. Това помещение било покрито с шест купола с оловни листя, които се поддържали от два големи стълба. Деветнадесетте магазина се помещават в сводести стаи около периметъра на централната зона. В тях се продавали платове и ценности. До унищожаването му от пожар през 1799 г. безистенът бил търговския център на града, заедно със съседния външен пазар и базар. Пътешественикът от XVII век Евлия Челеби споменава сградата, описвайки я като „истинска крепост“ и я оприличава на такава. Крепостният хълм е единствен на града и получава днешното си име от безистена. На хълма през античността се е намирал Акрополът с други храмове, както и античният театър, който е запазен и до днес. На същото място е издигнат религиозният център на византийския град, укрепен по времето на Юстиниан Велики. Източно от безистена са разкрити основите на раннохристиянска базилика, раннохристиянска баня и византийска църква от развитото средновековие. От подхода на юг са се намирали чешми и чаршията на османска Лариса.
През XIX век, след пожара от 1799 г., Безистенът е използван като склад за барут. До днес от него са оцелели само външните стени, а входа е от юг. Преди откриването на Диахроничния музей в Лариса през 2015 г. той е използван за съхранение на местната колекция от византийски антики. Заедно със Солунския и Серския е един от трите безистена запазени в Гърция и по всяка вероятност е издигнат по едно и също време със Серския.